# Sangiaccato del Montenegro
Il sangiaccato del Montenegro (in montenegrino e in serbo Санџак Црне Горе?, Sandžak Crne Gore; in turco Karadağ Sancağı, era una provincia (sangiaccato) dell'Impero ottomano situato nella penisola balcanica e corrispondente grosso modo all'attuale Montenegro. Fu creato nel 1513 dai confini dell'ex principato di Zeta, governato dai Crnojevići, che in precedenza era stato organizzato nel sangiaccato di Scutari nel 1499.

## Storia
La maggior parte del principato di Zeta perse lo status di stato indipendente, diventando uno stato vassallo dell'Impero ottomano, fino a quando non fu aggiunto all'unità amministrativa ottomana del sangiaccato di Scutari nel 1499. Nel 1514 questo territorio di distaccò dal sangiaccato di Scutari e venne stabilito come sangiaccato separato del Montenegro, sotto il governo di Skenderbeg Crnojević.
Quando Skenderbeg Crnojević morì nel 1528, il sangiaccato del Montenegro fu unito al sangiaccato di Scutari, come unica unità amministrativa con un certo grado di autonomia.

## Governatori
- Skenderbeg Crnojevic (1514-1528)